# Два батька і два сина
«Два батька і два сина» — російський комедійний телесеріал (ситком) виробництва компанії «YBW Group». Розповідає про життя родини, що складається з трьох осіб — дідусі, тата, онука.

## Сюжет
Павло Гуров — зірка телесеріалів «Майор Лавров» і «Доктор Макаров», успішний актор, заможна людина, а тому він може собі дозволити проводити час у розвагах. Однак, все змінюється, коли до нього з Брянська приїжджає син Віктор, психолог (його Павло кинув 20 років тому, виїхавши до Москви з метою стати актором) з онуком Владом (якого Гуров взагалі ніколи не бачив).
Віктор — невдаха і зануда. Через це, а також через мрії про кар'єру актриси від нього пішла дружина. Саме слідом за нею до Москви і приїхав Віктор. Спроба відновити сім'ю не вдалася, але назад, у Брянськ, він все-таки не поїхав, а залишився з сином жити у Павла Гурова.
Ситуація посилюється, коли з Брянська приїжджає мати Віктора, безпринципна і властолюбна жінка, колишня дружина Гурова. За безглузду випадковість, Павло сприяє її призначенням в міністерство освіти...
Другий сезон закінчується тим, що Віктору вдається роздобути поцілунок Юлі, але його знаходить колишня дружина, яку кинув Яніс. Тим часом Гуров розмовляє по душам зі своєю колишньою дружиною і цілує її.

## Ролі
- Дмитро Нагієв — Павло Михайлович Гуров; актор. У молодості мав успіх у жінок, проте до 50 років виявився злегка забутим. Повністю стати забутим не дає йому роль майора Лаврова в однойменному серіалі, рейтинги якого постійно то падають, то зростають. У 50 років продовжує підкочувати до жінок, але користується вже меншим успіхом. Спочатку був незадоволений тим, що на порозі його будинку раптово з'явилися син і онук, проте з часом йому вдалося вибудувати хороші сімейні стосунки з ними.
- Максим Студеновський — Віктор Павлович Тетерін, син Павла Гурова; психолог. Незважаючи на те, що чинить людям психологічну допомогу, часто сам її потребує. На відміну від батька, однолюб, безуспішно намагається повернути свою колишню дружину.
- Ілля Костюков — Владислав Вікторович Тетерін, син Віктора, онук Павла Гурова. Розумний, але в той же час має проблеми з навчанням. Кілька разів піддавався нападкам з боку однокласників, проте, завдяки дідові, вирішує з ними проблеми.
- Вікторія Лукина — Ганна Федорівна Тетеріна, мати Влада, дружина Віктора, починаюча актриса. Пішла від Віктора, бажаючи зробити кар'єру актриси, не володіючи акторським талантом. Знімалася в епізодах серіалу «Майор Лавров» разом з Гуровим. Не хотіла повертатися до колишнього чоловіка через його нудного характеру. Проте, любить свого сина і постійно турбується про нього. У 40 серії повернулася до Віктора.
- Анна Якуніна — Віра Володимирівна Тетеріна, мати Віктора, бабуся Влада, колишня дружина Гурова. Любить свого онука, вважає, що його батько, мати і дід погано його виховують. У 20 серії переїжджає до Москви. Працює в Московському Департаменті освіти. У 40 серії повернулася до Павла.
- Аліка Смєхова — Маргарита, директор Павла Гурова. Турбується про Павла, шукає для нього важливі ролі. Однак її плани часто провалюються через складного характеру Павла.
- Галина Петрова — Кіра Володимирівна, режисер телесеріалу «Майор Лавров», в якому знімається Павло Гуров.
- Юлія Подозерова — Юлія Петрівна, шкільний психолог. Кохана Віктора Тетеріна.
- Борис Естрін — Едуард В'ячеславович, директор гімназії, в якій навчається Влад.
- Наталія Унгард — Наталія Павлівна, класний керівник Влада.
- Сергій Савченко — Геннадій Еникеев, генерал-майор поліції, найкращий друг Павла Гурова.

### Камео
- Денис Клявер — співак на корпоративі (20)
- Маргарита Суханкіна — співачка на корпоративі (20)
- Кирило Андрєєв — виконавець ролі напарника Гурова в серіалі «Майор Лавров» (31)

| Фільми | Це незавершена стаття про кінофільм. Ви можете допомогти проєкту, виправивши або дописавши її. |